# Очанка коротковолосистая
Очанка коротковолосистая, также встречается написание Очанка коротко-волосистая (лат. Euphrasia brevipila) — однолетнее травянистое растение; вид рода Очанка семейства Заразиховые.

## Ботаническое описание
Однолетнее травянистое растение высотой 5-35 см.
Стебель прямостоячий, обычно ветвистый, красноватый или бурый, покрытый простыми курчавыми волосками, направленными книзу.
Нижние листья супротивные, средние и верхние почти супротивные, клиновидно-яйцевидные, туповатые, с 5-7 острыми зубцами с каждой стороны. В нижней части стебля листья недолговечные, отмирают ко времени цветения. Прицветные листья очередные, округлые, с острыми зубцами. Все листья опушенные железистыми волосками, более плотно по жилкам и краю листовой пластинки.
Цветки в верхушечном колосовидном густом соцветии, которое сильно удлиняется к концу цветения. Чашечка с острыми зубцами, слегка длиннее плодов, опушенная также как и листья. Венчик до 1 см длиной, бледно-филолетовый или голубой, с жёлтым пятном на нижней губе и с голубыми или пурпурными полосками.
Коробочка слегка выемчатая на верхушке.

## Распространение и экология
Природный ареал охватывает северную часть Европы. В России встречается на европейской части за исключением самых южных регионов, в нечерноземной полосе.
Произрастает на сырых лугах, полянах, вырубках, в зарослях кустарников, по окраинам болот, на пастбищах.

## Классификация

### Таксономическое положение
- Euphrasia brevipila Burn. & Gremli, 1885, Excursionsfl. Schweiz, Ed. 5. 329, adnot. 1885

Вид Очанка коротковолосистая включается в род Очанка (Euphrasia) семейства Заразиховые (Orobanchaceae) порядка Ясноткоцветные (Lamiales), последовательно входящего в более крупные клады Ламииды → Астериды → Суперастериды → Эвдикоты → Цветковые растения. Таксономическая схема в соответствии с Системой APG IV по состоянию на июнь 2024 года:
|  |                          |  |                                   |                                   |                       |  | еще 23 семейства | еще 23 семейства |                              |  |  |  | еще 257 подтвержденных видов и 105 видов, ожидающих подтверждения |
|  |                          |  |                                   |                                   |                       |  | еще 23 семейства | еще 23 семейства |                              |  |  |  | еще 257 подтвержденных видов и 105 видов, ожидающих подтверждения |
|  |                          |  |                                   | порядок Ясноткоцветные            |                       |  |                  |                  | еще 98 родов                 |  |  |  |                                                                   |
|  |                          |  |                                   | порядок Ясноткоцветные            |                       |  |                  |                  | еще 98 родов                 |  |  |  |                                                                   |
|  | клада Цветковые растения |  |                                   |                                   | семейство Заразиховые |  |                  |                  | вид Очанка коротковолосистая |  |  |  |                                                                   |
|  | клада Цветковые растения |  |                                   |                                   | семейство Заразиховые |  |                  |                  |                              |  |  |  |                                                                   |
|  |                          |  | ещё 63 порядка цветковых растений | ещё 63 порядка цветковых растений |                       |  |                  | род Очанка       | род Очанка                   |  |  |  |                                                                   |
|  |                          |  |                                   | ещё 63 порядка цветковых растений |                       |  |                  |                  | род Очанка                   |  |  |  |                                                                   |